# Barquets (Castellfollit)
Barquets és una masia del municipi de Castellfollit de Riubregós (Anoia) inclosa en l'Inventari del Patrimoni Arquitectònic de Catalunya.

## Descripció
Es tracta d'un casal de planta rectangular i de coberta de dos aiguavessos, construït tot ell en pedra de bon carreu. Té alguna edificació annexa del mateix estil que la casa i d'altres més modernes.